# العلاقات الإيرانية السعودية
العلاقات الإيرانية السعودية هي العلاقات الخارجية بين جمهورية إيران الإسلامية والمملكة العربية السعودية. وبسبب مختلف الخلافات السياسية والعرقية والمذهبية على مر التاريخ، فقد اتسمت العلاقات بين البلدين بالاحتقان الشديد.وإنقطعت العلاقات الدبلوماسية بين البلدين في 1943 بسبب إعدام السلطات السعودية أحد الحجاج الإيرانيين، وقطعت السعودية العلاقات الدبلوماسية مع إيران من جديد في 1987 بعد مصرع أكثر من 400 شخص، معظمهم إيرانيون بسبب الأعمال التخريبية التي قام بها الحجاج الإيرانيين من قطع للطريق واشعال النيران بالمركبات والممتلكات العامة وقتل الحجاج الاخرين بالسلاح الابيض، أثناء أدائهم فريضة 1407هـ الحج، في منى في صدامات مع الشرطة السعودية عرفت باسم أحداث مكة 1987.
لكن تمت استعادة العلاقات عام 1991.، وقطعتها السعودية مجدداً في مطلع 2016 بعد الهجوم على البعثات الدبلوماسية السعودية في إيران. وتمت إعادة الصلح بإتفاق مُعلن في 10 مارس 2023م في العاصمة الصينية بكين، بعد سلسلة من اللقاءات بين الطرفين قبلها في العاصمة العراقية بغداد بوساطة عراقية.

## خلفية
انظر أيضا: خلاف سني شيعي، معاداة إيران، معاداة العرب
لا تقتصر العلاقات بين جمهورية إيران الإسلامية والمملكة العربية السعودية على التفاعل الدبلوماسي التقليدي بين دولتين جارتين، بل هي انعكاس لصراع متعدد الأبعاد يشمل السياسة والعقيدة والهوية. فمنذ قيام الثورة الإسلامية في إيران عام 1979، ازدادت حدة التوتر بين البلدين، لكن جذور الخلاف تعود أبعد من ذلك، إذ تنبع من اختلافات مذهبية بين السنة والشيعة، ومنافسة على النفوذ الإقليمي، ونظرة متبادلة مليئة بالشك والعداء.
على المستوى الثقافي، تظهر في الخطاب الشعبي الإيراني نظرة استعلائية تجاه العرب، حيث يُنظر إليهم أحيانًا على أنهم "بدائيون" أو "متخلفون"، وتستخدم تعبيرات مهينة مثل "أكلة السحالي" للإشارة إلى الحياة الصحراوية العربية القديمة. كما تنتشر عبارات أخرى مثل "كلاب طهران تشرب من مياه الثلوج والعرب يغتسلون بالرمل"، مما يعكس فخرًا فارسيًا مفترضًا بالتحضر في مواجهة البداوة العربية. ومن جهة أخرى، يرى بعض العرب إيران كقوة توسعية تسعى للتدخل في شؤون الدول العربية عبر دعم الميليشيات والحركات السياسية الموالية لها. هذا التصور يعززه الخطاب الرسمي والإعلامي في الجانبين، مما يزيد من التوتر والجمود في المواقف.
وصلت العداوة بين الطرفين إلى ذروتها مع تصريحات مسؤولين إيرانيين بارزين، مثل قائد البحرية في الحرس الثوري الجنرال علي رضا تنكسيري، الذي ادعى أن العائلة المالكة السعودية تنحدر من أصل يهودي، وأن صراعهم هو امتداد للصراع بين المسلمين واليهود في القرن السابع الميلاد.

## السياحة بين البلدين
يذهب أكثر من نصف مليون إيراني سنوياً إلى السعودية أغلبهم من أجل العمرة و زيارة المدينة المنورة و مئة ألف آخرين من أجل الحج ، و يذهب عشرات الآلاف من السعوديين الشيعة سنوياً إلى مدينة مشهد و مدينة قم في إيران لزيارة ضريح الإمام الرضا و ضريح فاطمة بنت موسى الكاظم .
وفي 22 أبريل 2024 استقبل مطار المدينة المنورة أول طائرتين تقلان معتمرين من إيران منذ توقفها في عام 2016، كما صادقت السلطات السعودية على استيفاء جميع الاشتراطات الفنية المتعلقة بالطائرات والخدمات الأرضية في المطارات الإيرانية التي تسمح بوصولها لمطارات المملكة.

## الجغرافيا والحدود بين البلدين
توجد حدود بحرية بين السعودية وإيران في الخليج العربي و لم تعقد إتفاقية لترسيم الحدود البحرية بين البلدين وسط مطالبة إيران بحقل الدورة للغاز الطبيعي و هو حقل غاز طبيعي في مياة الخليج العربي مشترك ما بين السعودية والكويت وإتهمت وزارة النفط الإيرانية الحكومتين السعودية والكويتية بالإستيلاء على حصة إيران في حقل الدورة الغازي .

## التاريخ

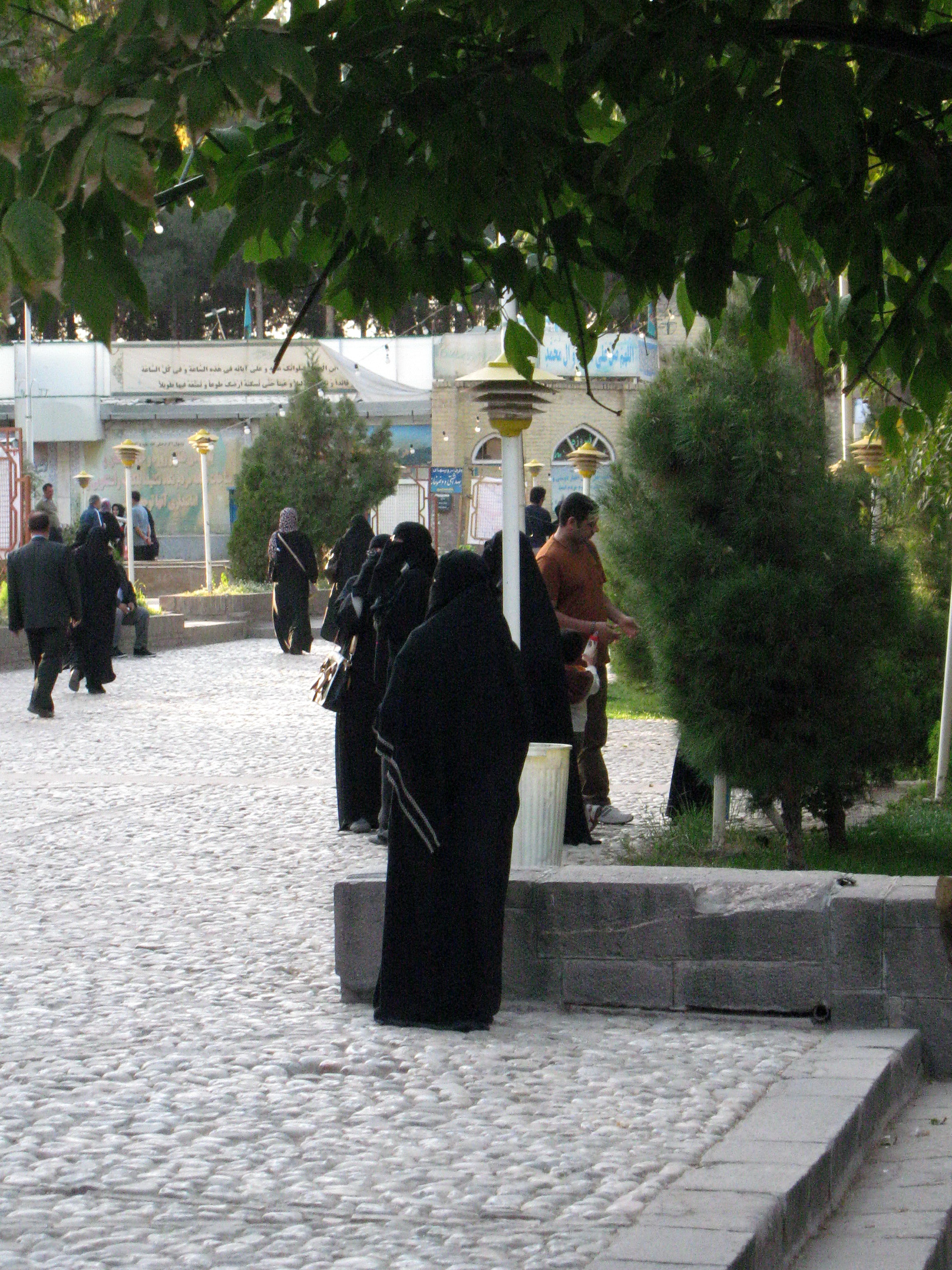
زائرة سعودية تزور مرقد الإمام محمد في نيشابور

بدأت العلاقة بين البلدين بعد توقيع معاهدة صداقة في 1929 و في 1930 بدأ البلدين في تبادل السفراء وإفتتحت أول سفارة إيرانية وكانت في جدة.

## نظام الشاه

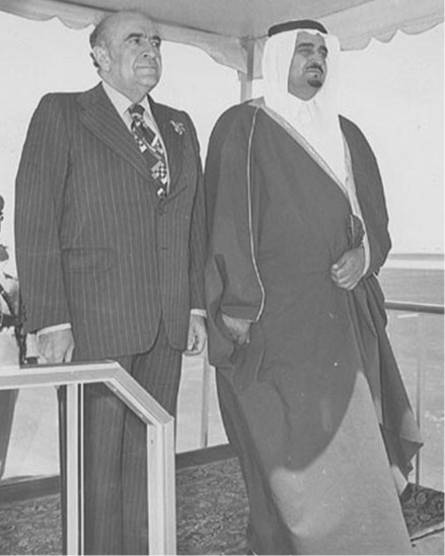
فهد بن عبدالعزيز (يمين)، مع رئيس الوزراء الإيراني أمير عباس هويدا (يسار)، الصورة ألتقطت سنة 1975.

كانت علاقات حكومة السعودية مع إيران في فترة نظام الشاه تتسم بالتوتر والبرود أحياناً وفي بعض الفترات تكون علاقات وثيقة جداً وكان أول توتر آنذاك في 1943 بسبب قيام السلطات السعودية بإعدام أحد الإيرانيين بعد إتهامه برمي القاذورات على الكعبة وشتم الرسول والصحابة بينما قالت السلطات الإيرانية أن الرجل أصيب بدوار أثناء طوافه حول الكعبة مما أدى لإستفراغه ولم يكن يقصد الإساءة للكعبة وتسببت هذه الحادثة في انقطاع العلاقات الدبلوماسية بين البلدين آنذاك لكن العلاقات أعيدت في 1946 ولكن شابها التوتر من جديد في 1950 بسبب اعتراف إيران بإسرائيل وفي عام 1955 زار الملك سعود إيران وإلتقى الشاه محمد رضا بهلوي وبعد هذه الزيارة صرح الشاه محمد رضا بهلوي لصحيفة أمريكية بأن الملك سعود كان يعامل أحد حراسه ومرافقيه كالعبيد مما إعتبرها الملك سعود إهانة له وقرر منع أي إيراني وبحريني من أصول إيرانية من دخول السعودية ولكن بسبب ثورة يوليو في مصر و صعود جمال عبد الناصر مما شكل تهديداً للأنظمة الملكية في المنطقة آنذاك ومن بينها النظامين الإيراني والسعودي مما أدى لتقارب بين البلدين وفي 1957 زار الشاه محمد رضا بهلوي السعودية وذهب إلى مكة والمدينة و في 1962 ساند شاه إيران محمد رضا بهلوي السعودية عسكرياً في مواجهة القصف المصري على جنوب السعودية أثناء حرب اليمن 1962 وساندت الحكومتين السعودية والإيرانية الإمام البدر و أنصاره بالمال والسلاح مما أدى لإرهاق جميع الأطراف المشاركة في حرب اليمن 1962 و خصوصاً مصر اللتي أعلنت عن انسحابها عسكرياً من شمال اليمن في 1967 واعتبر انتصاراً مشتركاً لإيران والسعودية، لكن سرعان ما توترت العلاقات من جديد في 1968 بعد إعلان بريطانيا نيتها الانسحاب من عدة إمارات خليجية كانت تحت الانتداب البريطاني من بينها البحرين وطالبت إيران حينها بضم البحرين لأراضيها لكن السعودية في عهد الملك فيصل آنذاك دعمت استقلال البحرين حتى تحقق في 1971 بعد إستفتاء شعبي بحريني أجرته الأمم المتحدة في 1970

## الثورة الإيرانية 1979
أثناء الثورة الإسلامية الإيرانية صرح الملك فهد ولي العهد آنذاك في لقاء صحفي أن السعودية تقف إلى جوار الشرعية في إشارة إلى الشاه محمد رضا بهلوي .

## تصدير الثورة
حاولت جمهورية إيران الإسلامية في البداية تصدير الثورة إلى دول الجوار وخاصة العراق و دول الخليج ومن الأحداث المتأثرة بالثورة الإسلامية الإيرانية ما عرف بأحداث انتفاضة محرم في المنطقة الشرقية من المملكة العربية السعودية في نوفمبر 1979 و إستضافت إيران بعض المعارضين السعوديين الشيعة داخل أراضيها .

## الحرب العراقية الإيرانية
منذ بداية الحرب العراقية الإيرانية قامت السعودية بمساعدة ودعم وإمداد العراق لوجستياً خلال الحرب، و كرد فعل إيراني على هذا الدعم قامت إيران بمحاولة نقل المعركة إلى داخل السعودية عن طريق قصف ناقلات النفط السعودية في الخليج العربي و اغتيال الدبلوماسيين السعوديين في الخارج وعدد من الأحداث الأخرى أبرزها :

### الإشتباكات الجوية بين إيران والسعودية 1984
في 5 يونيو من عام 1984 أثناء الحرب العراقية الإيرانية قامت القوات الجوية الإيرانية عن طريق 4 طائرات من نوع إف 4 باختراق المجال الجوي السعودي، وقامت القوات الجوية السعودية بالتصدي للاختراق الإيراني بطائراتين من طراز إف 15 واستطاعت إسقاط طائرتين إيرانيتين وإصابة ثالثة، فيما نجحت الطائرة الإيرانية الرابعة بقصف خزان للمياة في الدمام.

### إدخال مواد متفجرة 1986
اكتشاف سلطات الأمن السعودية عدداً من الحجاج الإيرانيين القادمين لمطار جدة وهم يخبئون في حقائبهم مادة شديدة الانفجار وتُعرف باسم سي فور، وخلال تفتيش رجال الجمارك لعدد 95 حقيبة تم ضبط ما يعادل 51 كجم من هذه المادة.وسُجلت اعترافاتهم وأُعلنت بالتلفزيون السعودي .

### أحداث 1987
في عام 1987 وأثناء موسم الحج أثار الحجاج الإيرانيون الشغب في مكة المكرمة لأجل تحرير فلسطين ورفضا للسياسة الأمريكيـة وللاعتراض على الموقف السعودي المساند للعراق أثناء الحرب العراقية الإيرانية وأسفرت تلك الأحداث عن مقتل 402 من الأشخاص على النحو التالي:
- 85 من رجال الأمن والمواطنين السعوديين.
- 42 من بقية الحجاج الآخرين الذين تَصَدَّوا للمسيرة من مختلَف الجنسيات.
- 275 من الحجاج الإيرانيين المتظاهرين معظمهم من النساء.

و تسببت هذه الأحداث في اقتحام متظاهرين إيرانيين للسفارة السعودية في طهران والقنصلية السعودية في مشهد وقتل الدبلوماسي السعودي مساعد الغامدي واعتقال رضا عبد المحسن النزهة القنصل السعودي مما أدى للقطع العلاقات الدبلوماسية بين البلدين

### دعم مجموعات إرهابية في السعودية 1988 - 1989
قامت جماعة حزب الله الحجاز بعدة تفجيرات في السعودية مثل تفجير الجعيمة 1987 وتفجير الجبيل 1988 و قامت مجموعة حزب الله الكويتي بتفجير الحرم المكي 1989

## عهد رفسنجاني وخاتمي 1990 - 2005
على عكس فترة الثمانينات الدموية توصف فترة التسعينات وبداية الألفية بأنها فترة ذهبية في العلاقات الإيرانية السعودية وخاصة مع وصول رئيسين إصلاحيين مثل هاشمي رفسنجاني ومحمد خاتمي الذي زار السعودية في عام 1997 في أرفع زيارة لمسؤول إيراني للسعودية منذ قيام الثورة الإسلامية الإيرانية ووقعت إتفاقية أمنية بين إيران والسعودية في 2001 وزار وزير الداخلية السعودي الأمير نايف بن عبد العزيز آل سعود إيران في أرفع زيارة لمسؤول سعودي لإيران منذ عقود، ولم تسجل في تلك الفترة أي إتهامات أو خلافات أو توترات واضحة بين البلدين سوى حادث تفجير أبراج الخبر في 1996.

## عودة التوتر 2005
عاد التوتر من جديد بين البلدين بعد وصول الرئيس المحافظ أحمدي نجاد للسلطة ومع تطور البرنامج النووي الإيراني و سيطرة الأحزاب الشيعية المتحالفة مع إيران على السلطة في العراق الجار الشمالي للسعودية.

## موسم حج

### حوادث مواسم الحج والعمرة و الزيارات الدينية في 2015
توترت العلاقات الإيرانية السعودية بعد حادثة سقوط الرافعة وحادثة تدافع منى.

### إلغاء حج التمتع الإيرانية 2016
أعلنت منظمة الحج والزيارة الإيرانية في بيان أصدرته اليوم الأحد 29 مايو 2016 عن إلغاء إرسال الحجاج الإيرانيين إلي موسم حج التمتع خلال العام الحالي بسبب العراقيل التي تضعها السعودية في مسار تأمين الحجاج الإيرانيين. وقالت أن السعوديين لم يعطوا ضمانات لأمن الحجاج الإيرانيين وحفظ كرامتهم
ووضعوا شروطا، تشمل عدم اختلاط الحجاج القادمين من إيران مع حجاج الدول الأخر. مع أن البيان السعودي أكد بأن السلطات السعودية لم تمنع مطلقا المعتمرين الإيرانيين من القدوم، وأن طهران هي التي منعتهم.

#### الأسباب بلسان المسئولين الإيرانيين
- قامت السعودية بتغيير الإتفاقية السنوية.[12]
- إن السعودية وخلافا للشعارات التي كانت تطلقها لحد الآن قد ربطت قضية الحج بالعلاقات والقضايا السياسية .[13]
- إن السعودية وضعت شروط، تشمل عدم اختلاط الحجاج القادمين من إيران مع حجاج الدول الأخرى، عدم الخوض في برامج خاصة بالحج مثل دعاء كميل والبراءة من المشركين.[14]
- التأكيد بأن السلوك غير اللائق، وعدم التنسيق من قبل المسؤولين السعوديين، يدل على أن الرياض غير جادة في استقبال الحجاج الإيرانيين مع أن هذه ليست المرة الأولى، التي تندد فيها طهران، بتعمد السعودية عرقلة سفر الحجاج الإيرانيين إليها، لاداء مناسك الحج والعمرة.[15]
- قامت السعودية برفض مطالب الجانب الإيراني التي تتمثل في إصدار تأشيرات الدخول داخل البلاد واستخدام الطائرات الإيرانية لنقل الحجاج وتأمينهم والحفاظ علي عزتهم.
- إن السعودية لم تتخذ أية خطوة لتسوية القضايا القنصلية.[12]
- إن الجولة الاولي من المفاوضات بین الوفد الایرانی مع مسؤولین الحج فی السعودیة تاجلت من كانون الثانی / ینایر الماضی الي نیسان ابریل 2016 وذلك بسبب تنصل الجانب السعودی عن الموافقة علي إصدار التاشیرات للحجاج من داخل ایران وایضا استخدام طائرات الجمهوریة الاسلامیة لایفاد الحجاج الایرانیین. والجولة الثانیة من المفاوضات بین الوفد الایرانی بدات بعد تاخیر استمر 45 یوما فی إصدار التاشیرات للوفد الایرانی الذی توجه الي السعودیة بدعوة من وزیر الحج السعودی الجدید الذی وعد بحل المشاكل العالقة.[16]
- لم يسمح للفريق الطبي الإيراني بالمشاركة في المفاوضات بالسعودية.[17]
- إيران قدمت 20 مقترحا و4 خطوط حمراء تتعلق بحج الإيرانيين، لم ترد عليها الرياض، مع أن المقترحات تهدف إلى الحفاظ على أمن الحجاج الإيرانيين وأن مفاوضات الوفد الإيراني مع الجانب السعودي تسير وفقا للضوابط المنطقية ولضمان كرامة «الإيرانيين».[18]
- إن السعودية أهدرت الوقت وأغلقت جميع الأبواب أمام إيران.[19]

#### التعليق السعودي
أعلنت وزارة الحج السعودية (وزارة الحج والعمرة حاليا) أن بعثة منظمة الحج والزيارة الإيرانية امتنعت عن توقيع محضر إنهاء ترتيبات قدوم الحجاج الإيرانيين، وحمّلت الوزارة البعثة «أمام الله ثم أمام شعبها» مسؤولية ذلك، مؤكدة رفض السعودية تسييس هذه الشعيرة أو المتاجرة بالدين. وقال الجبير: المملكة لبت جميع احتياجات الإيرانيين بالكامل، لكن إيران رفضت التوقيع.

## إعدام نمر النمر، يناير 2016

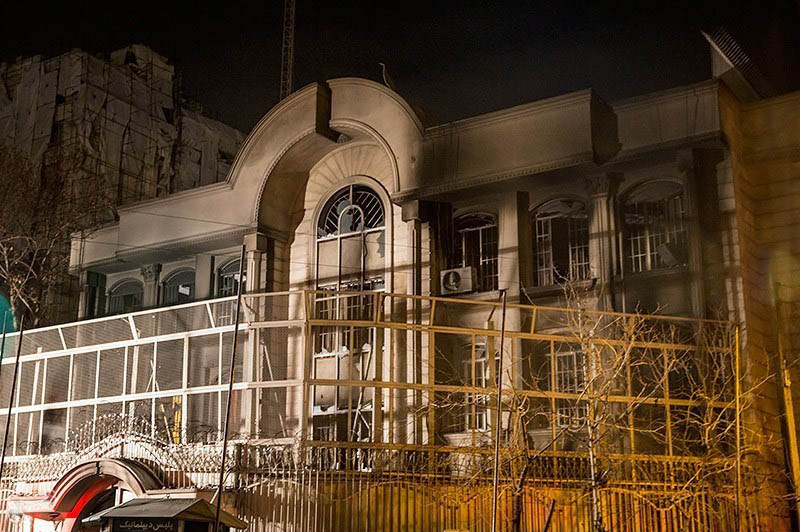
السفارة السعودية في العاصمة الإيرانية طهران بعد حرقها على يد المتظاهرين

قامت السلطات السعودية في الثاني من يناير عام 2016 بإعدام 47 شخصاً بتهم متعلقة بالإرهاب، معظمهم مرتبطون بتنظيم القاعدة. إلا أن أربعة من المتهمين كانوا من الشيعة وأبرزهم نمر النمر وهو عالم دين شيعي سعودي ذو نشاط سياسي معارض وله روابط بالنظام الإيراني.
أثار إعدام النمر موجة ردود فعل بين الشيعة في الشرق الأوسط عموماً وفي إيران خصوصاً، حيث أدانت إيران عملية الإعدام، وتوعدت السعودية بأن تدفع الثمن غالياً. وهاجم المئات من المتظاهرين الإيرانيين مبنى القنصلية السعودية في مدينة مشهد وقاموا بإضرام النيران في أجزاء منها وإنزال العلم السعودي، أما السفارة السعودية في العاصمة طهران تعرضت لاقتحام من متظاهرين وقاموا بتهشيم الأثاث وزجاج النوافذ وقام بعضهم بنهب محتويات السفارة قبل أن تقوم الشرطة الإيرانية بتفريقهم.
وفي اليوم التالي، الثالث من يناير، أعلن وزير الخارجية السعودية عادل الجبير قطع العلاقات الدبلوماسية بين طهران والرياض، وطالب أعضاء البعثة الدبلوماسية الإيرانية بمغادرة السعودية خلال 48 ساعة.

## عودة العلاقات
قامت مباحثات دولية مشتركة بين كل من الجانب السعودي والجانب الإيراني تحت رعاية صينية في بكين بمبادرة من الرئيس الصيني شي جين بينغ، وأصدر بيان مشترك يفيد بعودة العلاقات السعودية الايرانية ونص البيان الختامي لللمباحثات المشتركة بين الأطراف على:
- استئناف العلاقات الدبلوماسية بينهما وإعادة فتح سفارتيهما وممثلياتهما خلال مدة أقصاها شهران.
- احترام سيادة الدول وعدم التدخل في شؤونها الداخلية.
- تفعيل اتفاقية التعاون الأمني بينهما، الموقعة في 2001 والاتفاقية العامة للتعاون في مجال الاقتصاد والتجارة والاستثمار والتقنية والعلوم والثقافة والرياضة والشباب، الموقعة في عام 1998.
- تعزيز السلم والأمن الإقليمي والدولي.[25][26]

أرسل الملك سلمان بن عبد العزيز العاهل السعودي دعوة رسمية للرئيس الايراني ابراهيم رئيسي إلى الرياض بهدف تعزيز العلاقات بينهما وتعد هذه الزيارة هي الأولى بعد عودة العلاقات السعودية الايرانية والتي كانت مقطوعة منذ عام 2016.